# Subdivisions de l'émirat de Dubaï

Logo de la municipalité de Dubaï

La structure administrative de l'émirat de Dubaï est organisée sur deux niveaux : le premier niveau est composé des Secteurs, le deuxième niveau est composé des Communautés (parfois également appelées Districts).
Cette subdivision n'est pas liée à des raisons historiques ou ethniques, mais à des besoins de gestion administrative et de planification. En effet, la collecte de données sur la répartition de la population par secteurs/communautés est importante à des fins de planification et fournit des informations qui dressent un portrait de la taille de la population dans chaque région, que les planificateurs et les décideurs peuvent utiliser pour générer des plans et des programmes corrects en tenant compte des contexte de chaque communauté et les besoins en équipements et services publics de chacune d'elles.
Cette subdivision n'identifie pas de manière unique la ville de Dubaï et ne fait donc pas de distinction entre les communautés appartenant au noyau métropolitain lui-même et celles appartenant aux banlieues ou à la périphérie. Cependant, le plan urbain de Dubaï de 2020 aide à faire cette distinction. Ce plan divise le territoire de l'Émirat en quatre zones, qui reflètent des qualités environnementales et paysagères distinctes ainsi que des caractéristiques d'établissement urbain et des fonctions d'utilisation des terres. Ces zones sont :
- Zone 1 : Zone urbaine sensible au large (dans un rayon de 12 milles marins de la côte) ;
- Zone 2 : Zone urbaine métropolitaine (à l'ouest de la route de contournement extérieure (E 611 ou « Emirates Road »)) ;
- Zone 3 : Zone non urbaine (terres désertiques, y compris les utilisations des terres pour : les sports équestres et les courses de chameaux, les zones de conservation, les établissements non urbains) ;
- Zone 4 : Zone non urbaine (terres désertiques, y compris les utilisations des terres pour : les zones aquifères, les zones d'extraction de gaz, les établissements agricoles) ;

Sur la base de cette distinction, la zone métropolitaine de Dubaï peut donc être définie comme la portion de territoire comprise entre la E 311 et la côte. Cette zone coïncide, nette de quelques petites portions, avec celle sous-tendue par les secteurs 1 à 6, comprenant également la zone offshore des îles artificielles, dont les communautés constituent donc le noyau urbain de la ville de Dubaï.

## Secteurs
Les secteurs de Dubaï, (القطاع (en arabe : Al-Qiṭā)), sont au nombre de 9.
Vous trouverez ci-dessous les secteurs avec leur superficie et population mise à jour jusqu'en 2024, comme indiqué par le rapports du Centre statistique de Dubaï.

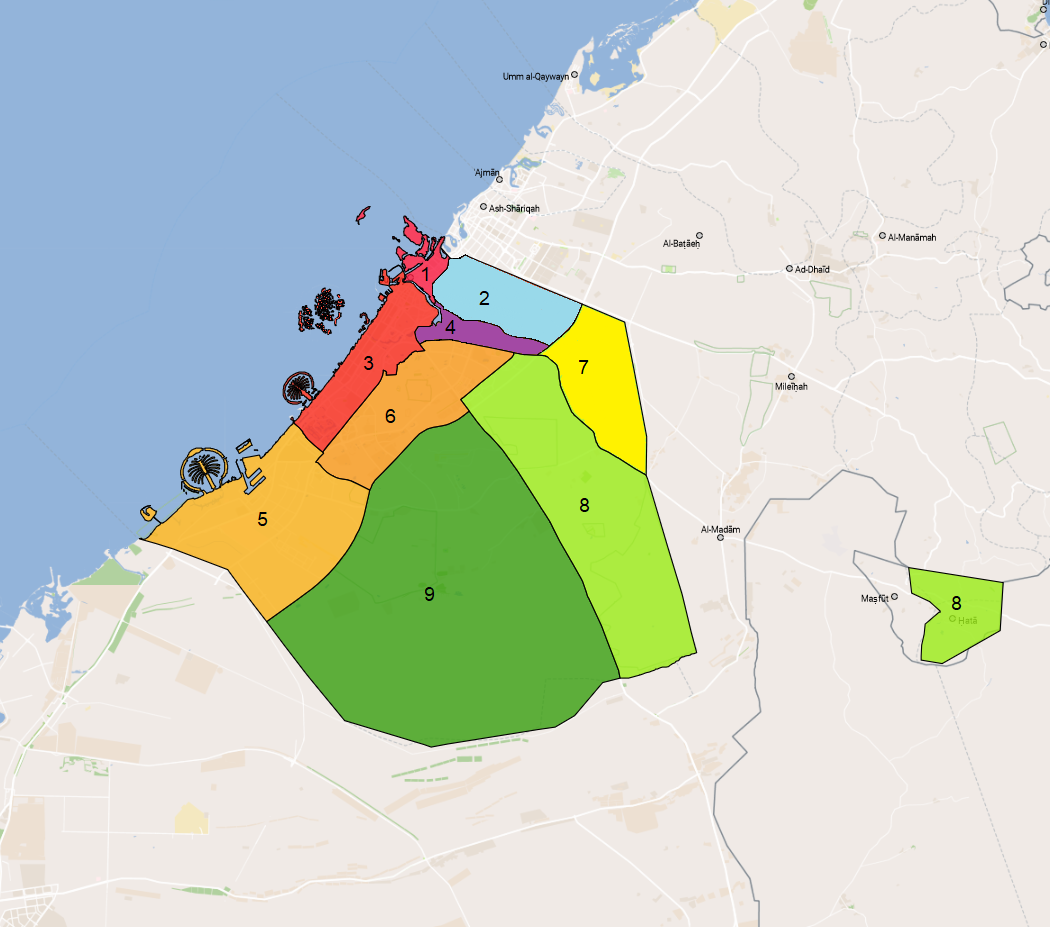
Les 9 secteurs de Dubaï

| Secteur   | nom arabe | Communauté | Superficie (km²) | Population (2024) | Carte |
| --------- | --------- | ---------- | ---------------- | ----------------- | ----- |
| Secteur 1 | 1 القطاع  | 23         | 124,90           | 493 555           |       |
| Secteur 2 | 2 القطاع  | 35         | 174,50           | 647 632           |       |
| Secteur 3 | 3 القطاع  | 57         | 326,60           | 1 253 422         |       |
| Secteur 4 | 4 القطاع  | 10         | 61,80            | 91 940            |       |
| Secteur 5 | 5 القطاع  | 18         | 1 046,50         | 503 472           |       |
| Secteur 6 | 6 القطاع  | 32         | 292,40           | 414 273           |       |
| Secteur 7 | 7 القطاع  | 7          | 228,80           | 15 145            |       |
| Secteur 8 | 8 القطاع  | 16         | 839,00           | 40 906            |       |
| Secteur 9 | 9 القطاع  | 28         | 1 663,90         | 17 955            |       |
| Dubaï     | دبيّ       | 226        | 4 758,50         | 3 478 300         |       |

## Communauté
Les communautés (المنطقة ()) constituent le deuxième niveau de la structure administrative de l'émirat de Dubaï. Au 1er janvier 2024, il y avait 226 communautés réparties en neuf secteurs.
Vous trouverez ci-dessous les communautés réparties par secteur auquel elles appartiennent, avec leur superficie et leur population mises à jour en 2021, comme indiqué dans les rapports référencés du Dubai Statistic Center.

### Secteur 1

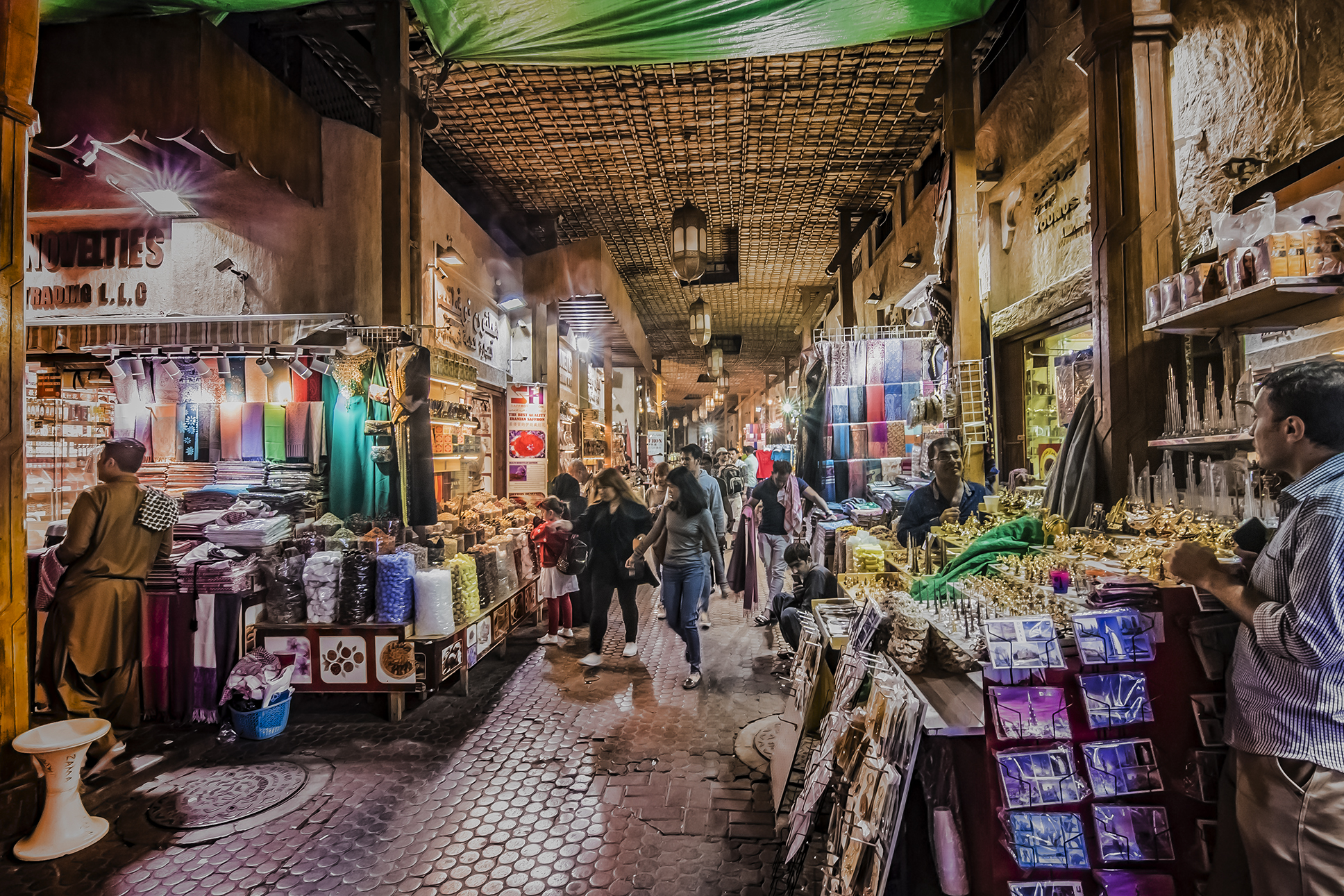
Marché aux épices à Deira

Ce Secteur se développe sur la zone côtière nord de Dubaï, sur la rive nord de Dubai Creek. Il correspond au quartier historique de Deira et à l'île artificielle associée. Avec une population d'environ 494 000 habitants sur une superficie d'un peu moins de 125 km², c'est le secteur le plus densément peuplé (densité d'environ 3 950 hab/km²).

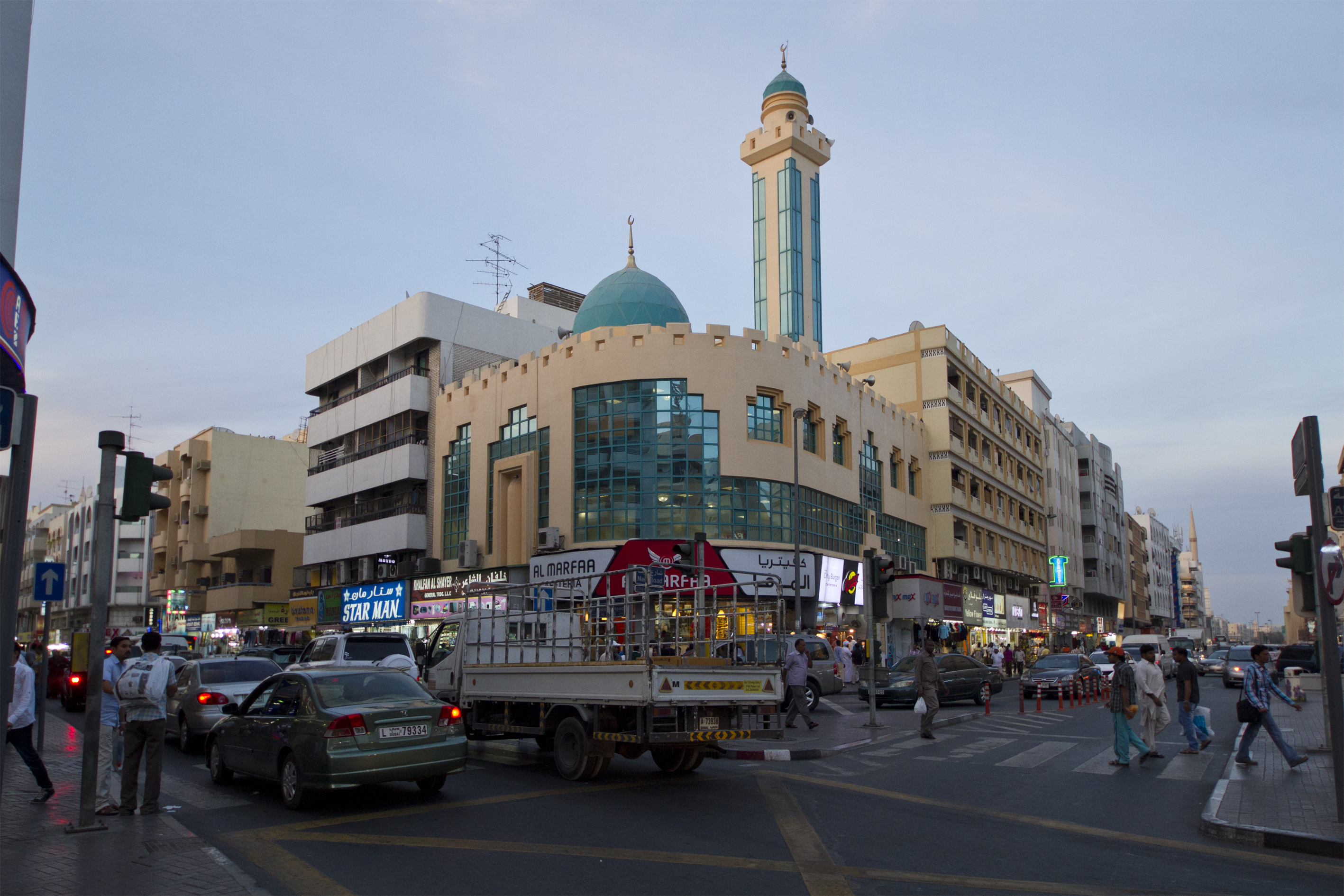
Mosquée Mustafa Abdulateef, Al Sabkha

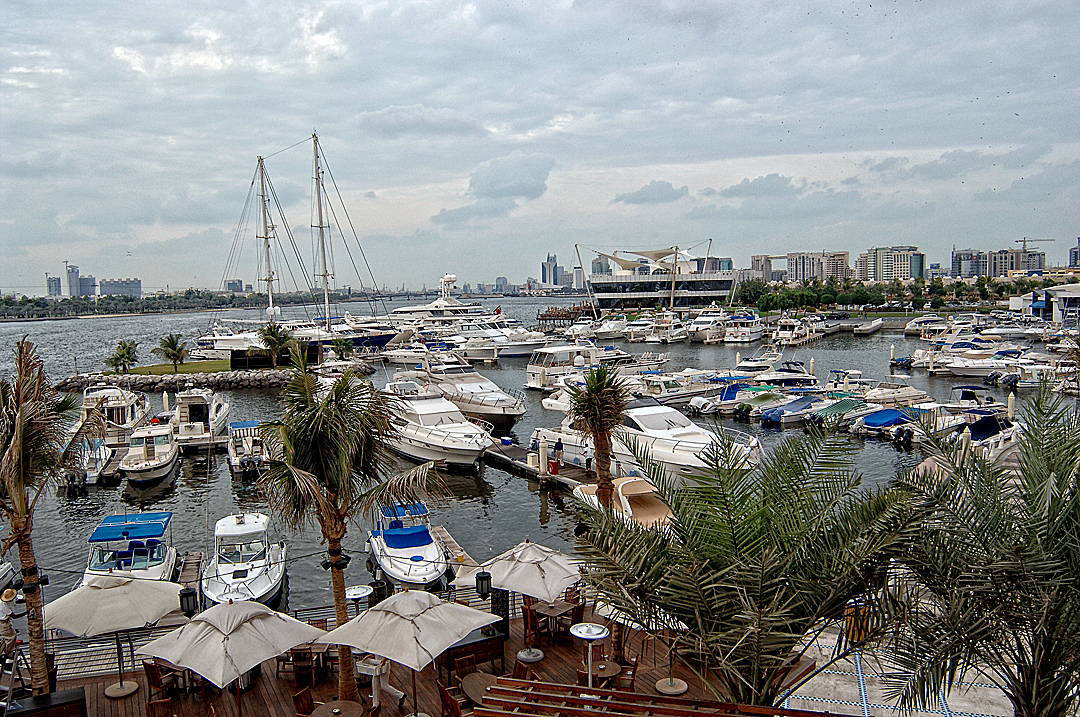
Port Saeed (2006)

| Communauté Code | Nom Communauté   | Nom arabe     | Zone (km2) | Population (2024) |
| --------------- | ---------------- | ------------- | ---------- | ----------------- |
| 101             | Nakhlat Deira    | نخلة ديرة     | 99,6       | 2                 |
| 111             | Al Corniche      | الكورنيش      | 0,6        | 2 593             |
| 112             | Al Ras           | الراس         | 0,3        | 8 067             |
| 113             | Al Dhagaya       | الضغاية       | 0,2        | 16 723            |
| 114             | Al Buteen        | البطين        | 0,1        | 3 016             |
| 115             | Al Sabkha        | السبخة        | 0,1        | 4 205             |
| 116             | Ayal Nasir       | عيال ناصر     | 0,2        | 19 820            |
| 117             | Al Murar         | المرر         | 0,4        | 40 105            |
| 118             | Naif             | نايف          | 0,7        | 53 075            |
| 119             | Al Rigga         | الرقة         | 0,7        | 11 097            |
| 121             | Corniche Deira   | كورنيش ديرة   | 0,9        | 15                |
| 122             | Al Baraha        | البراحة       | 1,0        | 25 839            |
| 123             | Al Muteena       | المطينة       | 1,1        | 48 739            |
| 124             | Al Muraqqabat    | المرقبات      | 1,5        | 73 087            |
| 125             | Riggat Al Buteen | رقة البطين    | 0,8        | 7 538             |
| 126             | Abu Hail         | أبو هيل       | 1,3        | 18 043            |
| 127             | Hor Al Anz       | هورالعنز      | 1,8        | 84 661            |
| 128             | Al Khabaisi      | الخبيصي       | 1,2        | 2 011             |
| 129             | Port Saeed       | بور سعيد      | 2,7        | 14 241            |
| 131             | Al Hamriya Port  | ميناء الحمرية | 1,2        | 510               |
| 132             | Al Wuheida       | الوحيدة       | 1,4        | 21 608            |
| 133             | Hor Al Anz East  | هور العنز شرق | 1,4        | 22 026            |
| 134             | Al Mamzar        | الممزر        | 5,8        | 16 534            |

### Secteur 2

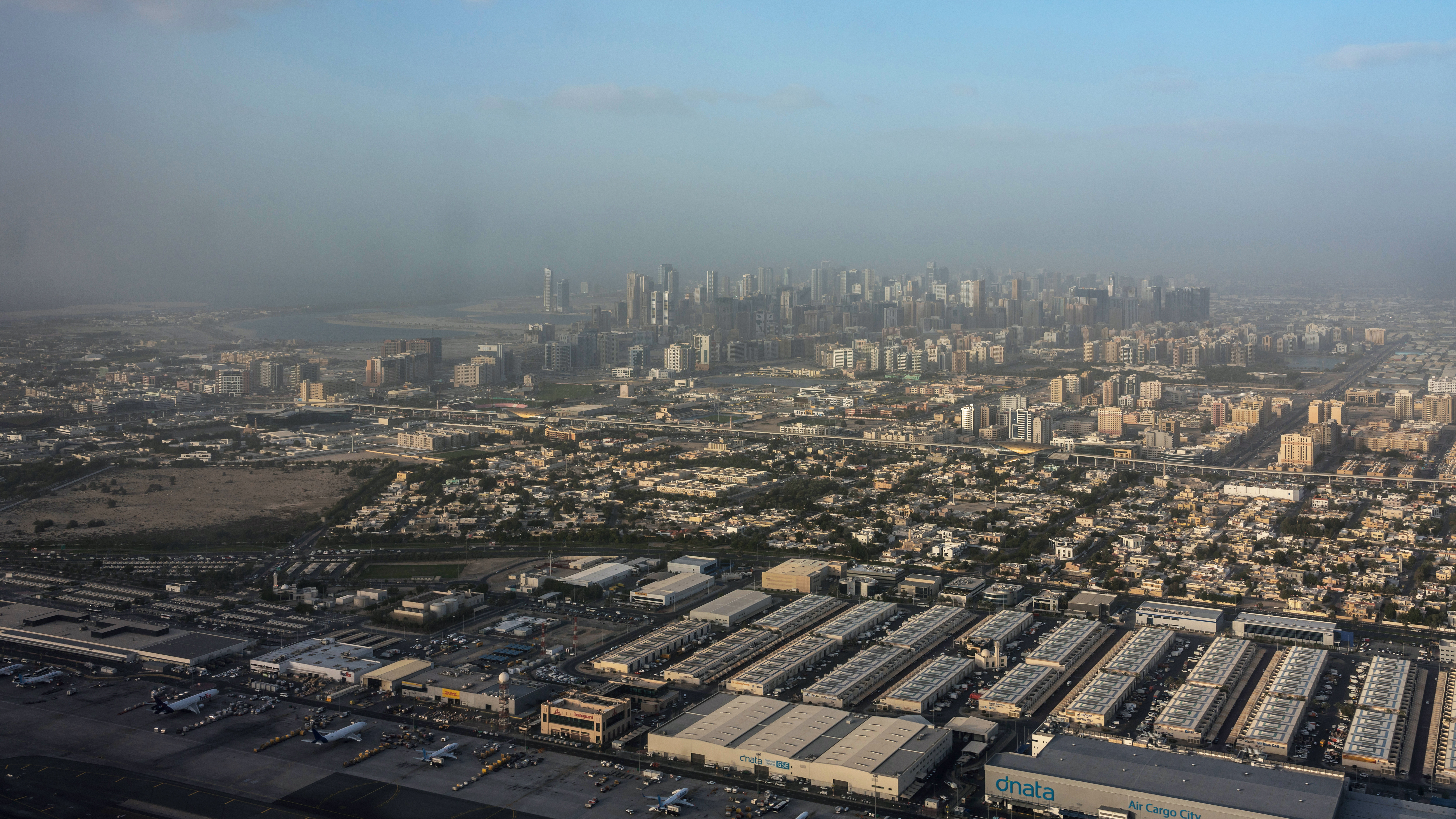
Vue au nord de l'aéroport international de Dubaï en direction de Sharjah.

Ce secteur se développe dans la zone nord de Dubaï, à la frontière avec l'émirat de Sharjah. Sur son territoire se trouvent certains des quartiers et communautés les plus peuplés de Dubaï, notamment Muhaisnah, Mirdif, Al Nahda et Al Qusais. L'aéroport international de Dubaï et le parc public Mushrif sont également situés dans le secteur.

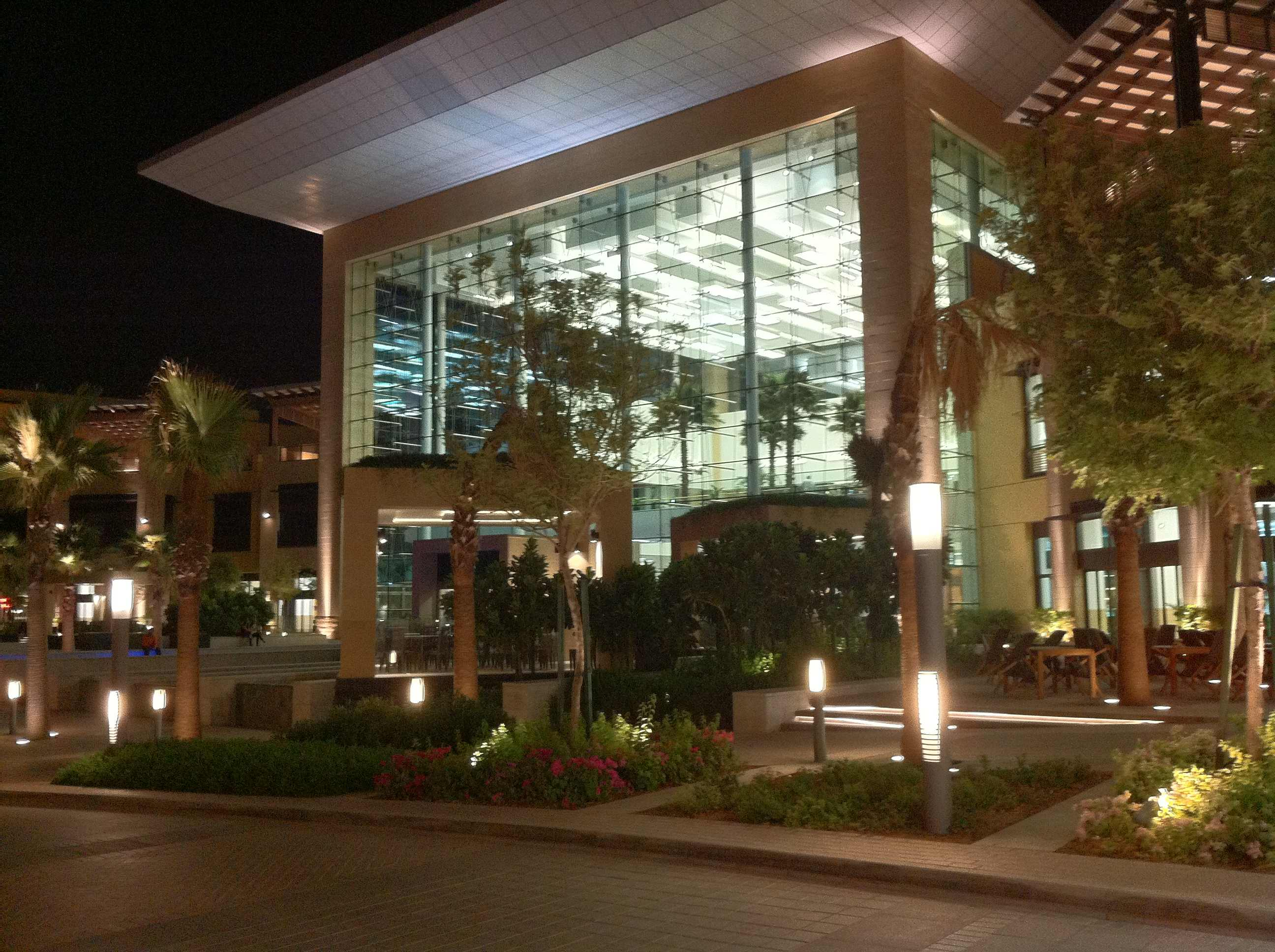
City Centre Mirdif

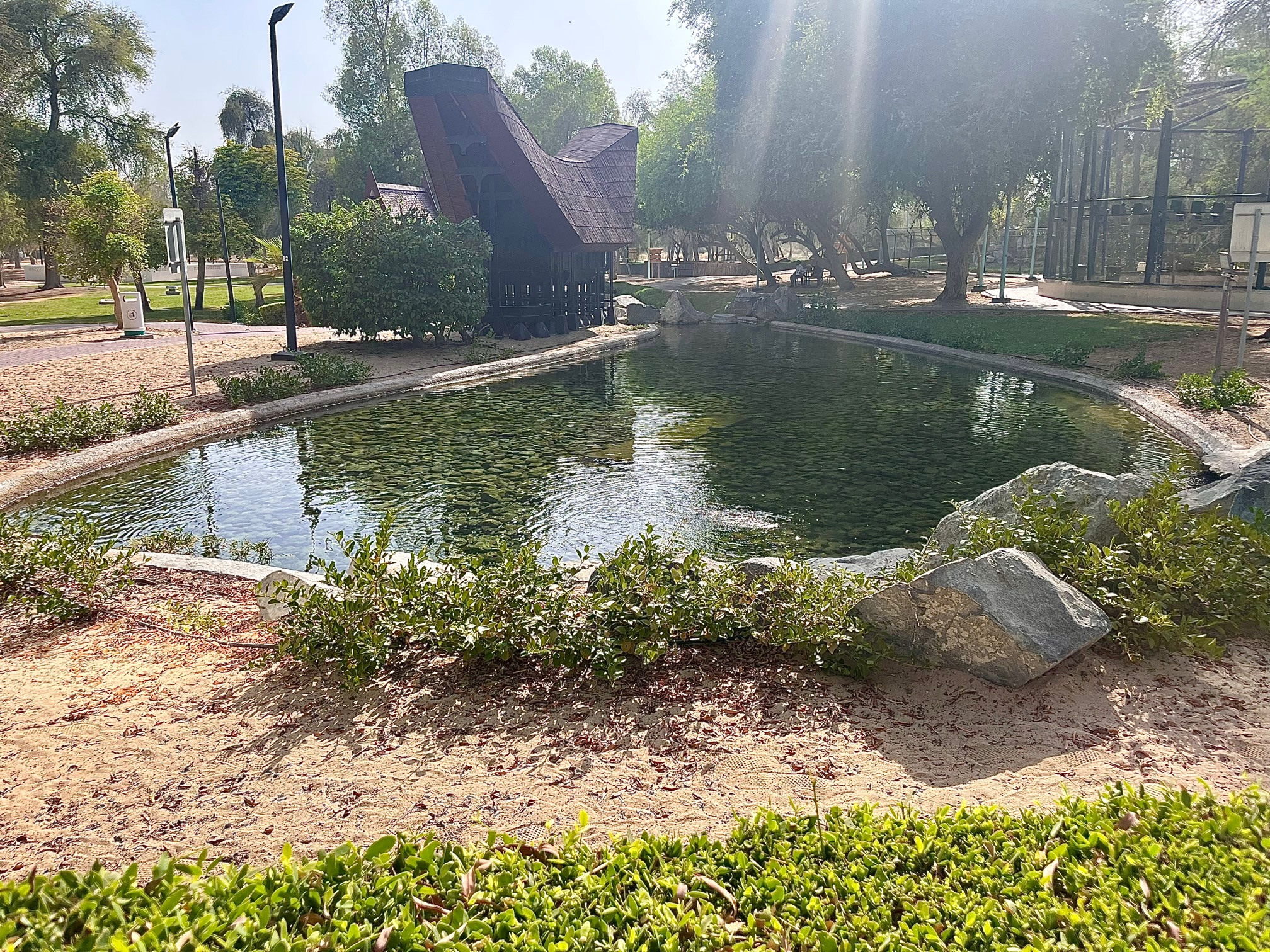
Parc Mushrif

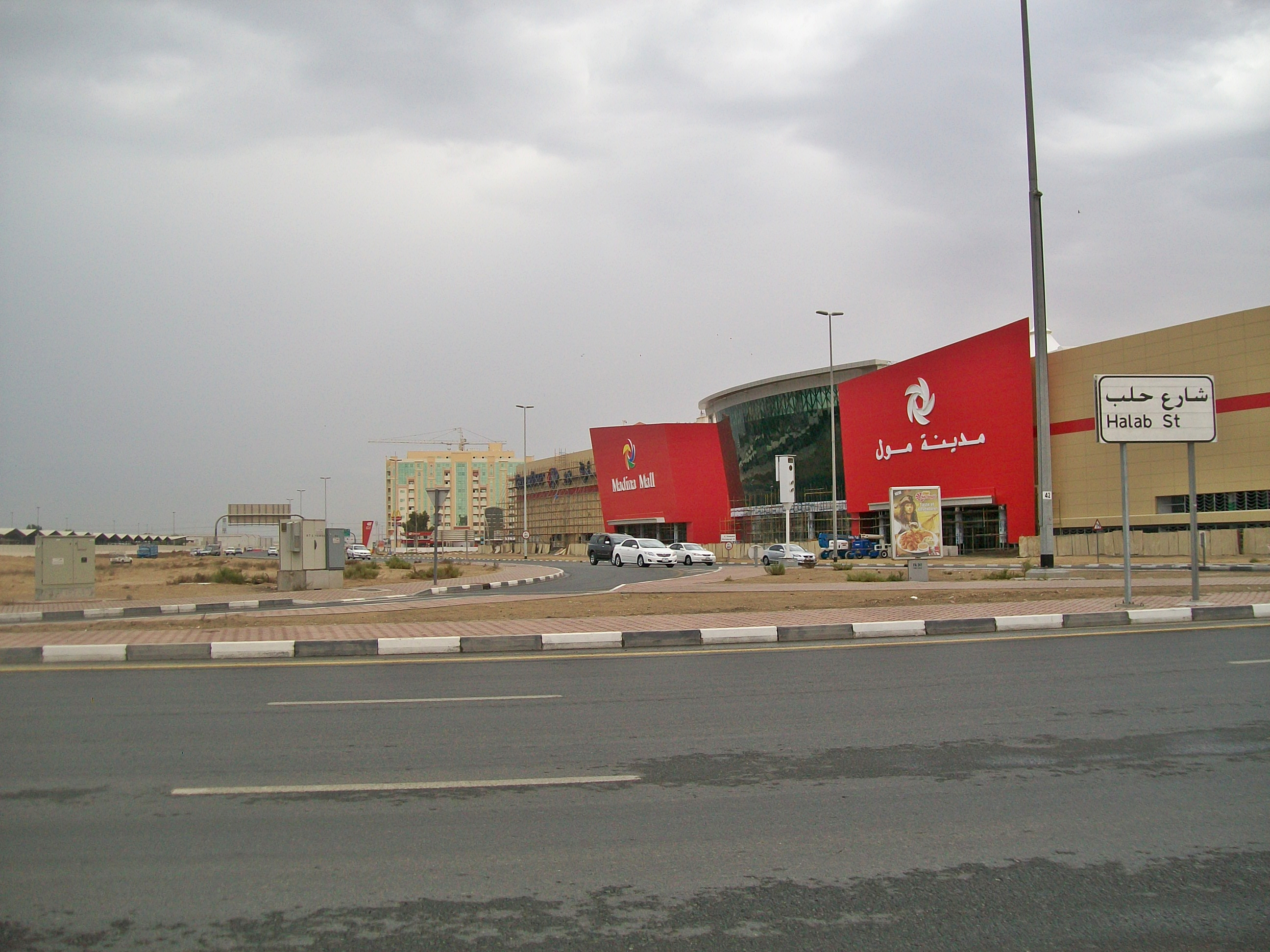
Madina Mall - Al Qusais Industrial